# Duurzame Ontwikkeling Nederland Suriname
duurzame Ontwikkeling Nederland Suriname (d'ONS) is een Nederlandse stichting die zich richt op de duurzame ontwikkeling in Suriname.
De organisatie werd rond 2006 opgericht en is actief op het gebied van landbouw en energie. Met duurzaam wordt door de stichting in economisch opzicht bedoeld, evenals met de impact op het milieu en de sociale omgeving. PvdA-politica Joyce Sylvester is sinds de oprichting ambassadeur van de stichting.
De organisatie werkt samen met allerlei organisaties, Nederlandse en Surinaamse ministeries en bedrijven, de Vereniging Surinaams Bedrijfsleven, de Staatsolie Maatschappij Suriname, Essent, zanger Kenny B en scholen, waaronder de AdeKUS en de PTC. In 2021 kreeg een PTC-student een studiebeurs voor een tuin- en akkerbouwopleiding in Nederland. Leerlingen in Langatabbetje kregen in 2017 scholing in het behoud van het Amazonegebied.

## Prijs voor duurzaamste mkb-landbouwer
Sinds 2012 organiseert d'ONS een prijsuitreiking voor de duurzaamste mbk-landbouwers van Suriname. Er worden eerste, tweede en derde prijzen toegekend. De prijs werd opgezet in samenwerking met de groentefabrikant Hak. Prijswinnaars waren in de loop van de jaren:
- 2012: André Pita (landbouwer)[11]
- 2013: Bhiesnoe Gopal (Gopex International)[12]
- 2014: Dennis Tauwnaar (Pikin Sranan bio-farm)[13]
- 2015: Prem Baldew (landbouwer)[5]
- 2016: Vinod Sewradj (boerderij Sewradj)[14]
- 2017: Varsha Boejharat (Papeeta Basket)[15]
- 2018: Sachin Autar (Payals Groenten)[16]
- 2019: Radjen Bissesar (Green Grow Garden)[17]
- 2020: Ashokkoemar Narain (Naga's Augurken)[18]
- 2021: George Karan (landbouwer)[19]
- 2022: Monish Khedoe en Jill Donk (landbouwers)[20][21]